# لودوفيك جامبوا
لودوفيك جامبوا (بالفرنسية: Ludovic Gamboa)‏ (14 يناير 1986 في فرنسا - ) هو لاعب كرة قدم فرنسي في مركز الوسط. لعب مع ستاد ريمس وستاد لافال ونادي أنجيه ونادي لوهافر ونادي مارتيغ ونادي نيور وAFC Compiègne ‏ ونادي لوهافر الرياضي ‏ وVendée Fontenay Foot ‏.

## وصلات خارجية
- لودوفيك جامبوا على موقع قاعدة بيانات كرة القدم.إي يو (الإنجليزية)
- لودوفيك جامبوا على موقع Soccerway.com (الإنجليزية)
- لودوفيك جامبوا على موقع عالم كرة القدم.نت (الإنجليزية)
- لودوفيك جامبوا على موقع GSA (الإنجليزية)